# Чисто мнимое число
| ... (выделенный фрагмент повторяется бесконечно) |
| i−3 = i                                          |
| i−2 = −1                                         |
| i−1 = −i                                         |
| i0 = 1                                           |
| i1 = i                                           |
| i2 = −1                                          |
| i3 = −i                                          |
| i4 = 1                                           |
| i5 = i                                           |
| i6 = −1                                          |
| in = im где m ≡ n mod 4                          |

Чи́сто мни́мое число́ — комплексное число с нулевой действительной частью. Иногда только такие числа называются мнимыми числами, но этот термин также используется для обозначения произвольных комплексных чисел с ненулевой мнимой частью. Термин «мнимое число» предложил в XVII веке французский математик Рене Декарт, изначально этот термин носил уничижительный смысл, поскольку такие числа считались вымышленными или бесполезными, и лишь после работ Леонарда Эйлера и Карла Гаусса это понятие получило признание в научном сообществе.

## Определения
Пусть {\displaystyle z=x+iy} — комплексное число, где {\displaystyle x} и {\displaystyle y} — действительные числа. Числа {\displaystyle x=\Re (z)} или {\displaystyle \operatorname {Re} ~z} и {\displaystyle y=\Im (z)} или {\displaystyle \operatorname {Im} ~z} называются соответственно действительной и мнимой (аналогично англ. real, imaginary) частями {\displaystyle z}.
- Если {\displaystyle x=0}, то {\displaystyle z} называется чисто мнимым числом.
- Если {\displaystyle y=0}, то {\displaystyle z} является действительным числом.

## История

Размещение мнимых чисел на комплексной плоскости. Мнимые числа расположены на вертикальной оси.

Впервые мнимые числа упоминает в своих трудах древнегреческий математик и инженер Герон Александрийский, но правила осуществления арифметических операций (в частности, умножения) над ними ввёл Рафаэль Бомбелли в 1572 году. Концепция Бомбелли появилась раньше аналогичных работ Джероламо Кардано. В XVI—XVII веках мнимые числа рассматривались большей частью научного сообщества как фиктивные или бесполезные (аналогично тому, как воспринималось в свое время понятие нуля). В частности, Рене Декарт, упоминая о мнимых числах в своём фундаментальном труде «Геометрия», использовал термин «мнимый» в уничижительном смысле. Использование мнимых чисел не было широко распространено до появления работ Леонарда Эйлера (1707—1783) и Карла Фридриха Гаусса (1777—1855). Геометрическое значение комплексных чисел как точек на плоскости было впервые описано Каспаром Весселем (1745—1818).
В 1843 году ирландский математик Уильям Гамильтон расширил идею оси мнимых чисел на плоскости до четырёхмерного пространства кватернионов, в котором три измерения аналогичны мнимым числам в комплексном поле.
С развитием в теории факторколец концепции кольца многочленов понятие мнимого числа стало более содержательным и получило дальнейшее развитие в понятии j — бикомплексных чисел, у которых квадрат равен +1. Эта идея появилась в статье английского математика Джеймса Кокла 1848 года.

## Геометрическая интерпретация

Поворот на 90 градусов на комплексной плоскости

На плоскости комплексных чисел мнимые числа находятся на вертикальной оси, перпендикулярной оси действительных чисел. Один из способов геометрической интерпретации мнимых чисел — рассмотреть стандартную числовую ось, где положительные числа находятся справа, а отрицательные — слева. Через точку 0 на оси x может быть проведена ось y с «положительным» направлением, идущим вверх; «положительные» мнимые числа увеличиваются по величине вверх, а «отрицательные» мнимые числа увеличиваются по величине вниз. Эта вертикальная ось часто называется «мнимой осью» и обозначается iℝ,{\displaystyle \scriptstyle \mathbb {I} }, или ℑ.
В этом представлении умножение на –1 соответствует повороту на 180 градусов относительно начала координат. Умножение на i соответствует повороту на 90 градусов в «положительном» направлении (то есть против часовой стрелки), а уравнение i2 = −1 интерпретируется как говорящее о том, что если мы применим два поворота на 90 градусов относительно начала координат, результатом будет один поворот на 180 градусов. При этом поворот на 90 градусов в «отрицательном» направлении (то есть по часовой стрелке) также удовлетворяет этой интерпретации. Это отражает тот факт, что −i также является решением уравнения x2 = −1. Как правило, умножение на комплексное число аналогично вращению вокруг начала координат аргумента комплексного числа с последующим масштабированием по его величине.

## Квадратные корни из отрицательных чисел
Необходимо соблюдать осторожность при работе с мнимыми числами, являющимися главными значениями квадратных корней отрицательных чисел. Например, такой математический софизм:

{\displaystyle 6={\sqrt {36}}={\sqrt {(-4)(-9)}}\neq {\sqrt {-4}}{\sqrt {-9}}=(2i)(3i)=6i^{2}=-6.}
Иногда это записывается так:
{\displaystyle -1=i^{2}={\sqrt {-1}}{\sqrt {-1}}{\stackrel {\text{ (софизм) }}{=}}{\sqrt {(-1)(-1)}}={\sqrt {1}}=1.}
Подобный математический софизм возникает в случае, когда в равенстве {\displaystyle {\sqrt {xy}}={\sqrt {x}}{\sqrt {y}}} переменные не имеют соответствующих ограничений. В этом случае равенство не выполняется, так как оба числа отрицательны. Это можно показать как
{\displaystyle {\sqrt {-x}}{\sqrt {-y}}=i{\sqrt {x}}\ i{\sqrt {y}}=i^{2}{\sqrt {x}}{\sqrt {y}}=-{\sqrt {xy}}\neq {\sqrt {xy}},}
где и x и y — неотрицательные действительные числа.